# Appalachen

Gliederung der Appalachen laut USGS

Die Appalachen (dt. Aussprache: [apaˈlaxn̩]; englisch Appalachian Mountains, französisch Appalaches) sind ein bewaldetes Gebirgssystem im Osten Nordamerikas, das sich (geologisch betrachtet) über eine Länge von 2400 Kilometern von den Long Range Mountains an der Westküste der kanadischen Insel Neufundland bis in den Norden des US-Bundesstaates Alabama erstreckt. Obwohl ihr höchster Gipfel mehr als 2000 Meter hoch ist, haben die Appalachen sowohl hinsichtlich ihrer Höhe als auch ihrer Morphologie einen Mittelgebirgscharakter. Nur wenige Berge erheben sich über mehr als 1200 m Höhe, und viele Bergkuppen bleiben deutlich unter 800 m.
Geographisch betrachtet werden die neufundländischen Gebirge nicht zu den Appalachen gezählt. Demgegenüber jedoch werden die westlich der White Mountain Appalachen liegenden Green Mountains (Vermont) sowie weiter westlich – getrennt durch die Seen Lake Champlain, Lake George und Great Sacandaga Lake – die Adirondack Mountains (New York) den nördlichen Appalachen zugeschlagen. Geologisch gehören die beiden letztgenannten Gebirge zu den Laurentinischen Bergen Kanadas.
Benannt sind die Appalachen nach dem indigenen Stamm der Apalachee. Für die Appalachenregion als Kultur- und Wirtschaftsraum wird auch die Bezeichnung Appalachia verwendet.

## Geographische Einordnung
Die Appalachen begrenzen den Nordamerikanischen Kraton (Laurentia) bzw. die Nordamerikanische Plattform nach Südosten. Sie sind damit eine Art morphologisches Gegenstück zur Nordamerikanischen Kordillere, die den Kraton nach Westen begrenzt. Die geologische Geschichte der Appalachen unterscheidet sich jedoch deutlich von jener der westlichen Gebirge Nordamerikas. Ihre Faltengürtel sind deutlich älter und hingen ursprünglich mit ähnlich alten Faltengürteln in Nordwestafrika sowie West- und Mitteleuropa zusammen, die heute teilweise ebenfalls in Form von Bergländern (z. B. dem Antiatlas in Marokko und dem Zentralmassiv in Frankreich) zutage treten (siehe unten). Infolge von Kontinentaldrift und dem dadurch verursachten Aufbrechen des Nordatlantiks wurden die Faltengürtel der Appalachen von denen Westeuropas und Nordwestafrikas getrennt. Dies führte auch zur Entstehung der Küstentiefländer, die sich südöstlich und östlich an die Appalachen anschließen. Dort liegen Gesteine mit „appalachischer“ Faltung tief im Untergrund, überlagert von Sedimenten jüngerer erdgeschichtlicher Epochen.
Mit ihren Ausläufern ziehen sich die Appalachen von Mississippi bis nach Kanada (Neufundlands Long Range Mountains). Die spezielle geographische Konstellation mit den Appalachen im Osten und der Nordamerikanischen Kordillere im Westen ermöglicht es, dass polare, kalte Luftmassen aus dem Norden, von der Hudson Bay nach Süden ziehend, im Mittleren Westen der USA auf tropische, sehr warme, feuchte Luftmassen treffen können, die vom Golf von Mexiko nach Norden ziehen. Bei derartigen Wetterlagen bilden sich oft schwere Gewitterstürme bis hin zu Tornados mit teils katastrophalen Auswirkungen, weshalb die entsprechende Region auch als Tornado Alley bezeichnet wird.

## Historische Geologie

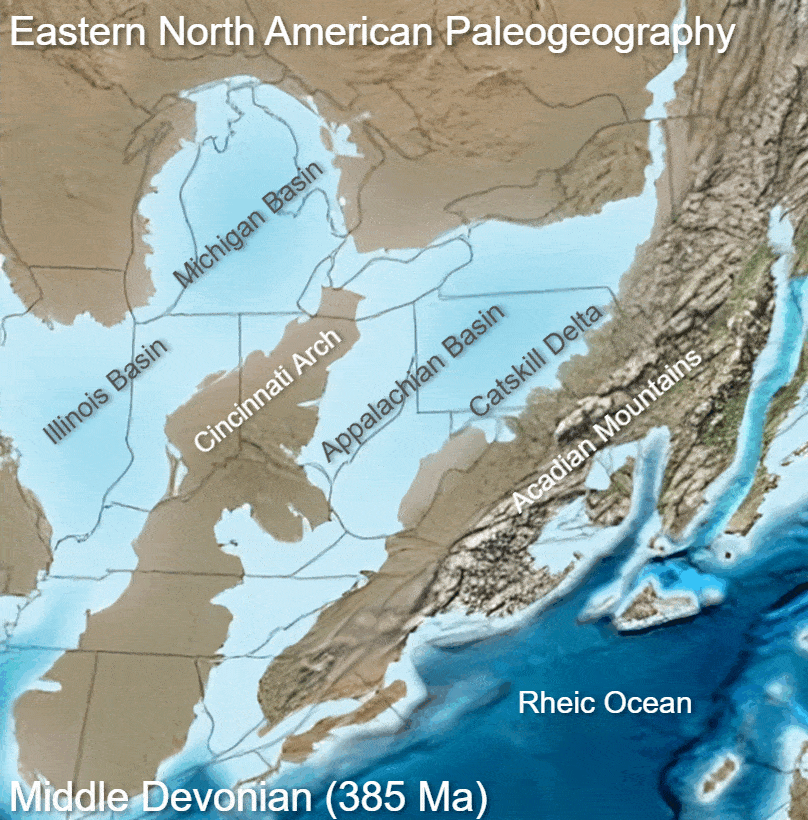
Paläogeographie im heutigen Osten der USA gegen Ende der Akadischen Orogenese im späten Mitteldevon

Die gefalteten und aufeinander überschobenen Gesteinskomplexe der Appalachen, die zu einem nicht unwesentlichen Teil aus marinen Sedimentgesteinen bestehen, repräsentieren den nordamerikanischen Teil eines alten Kettengebirges, das erdgeschichtlich älter ist als der Atlantik. Es erstreckte sich im späten Karbon vor rund 300 Millionen Jahren quer durch den damaligen Urkontinent Pangäa und wird als Herzynisches System bezeichnet. Die entsprechende Gebirgsbildung wird Alleghenische Orogenese genannt und ist das Pendant der Variszischen Orogenese in West- und Mitteleuropa. Das heutige Nordamerika begann sich vor rund 200 Millionen Jahren, in der späten Trias, wieder von Nordwestafrika zu lösen, sodass das mittlerweile stark erodierte Herzynische System auseinandergerissen wurde. Dessen Gesteine finden sich östlich des Atlantik unter anderem im Antiatlas in Marokko, in der Iberischen Meseta in Spanien, im Zentralmassiv in Frankreich sowie in der Rheinischen und Böhmischen Masse in Mitteleuropa.
In den Appalachen finden sich jedoch auch Faltenkomplexe, die vor der Alleghenischen Orogenese entstanden sind und sich ebenfalls über den Atlantik verfolgen lassen, unter anderem in die Grampian Mountains in Schottland. Sie werden der Takonischen Orogenese (Ordovizium, ca. 440 Millionen Jahre vor heute) und Akadischen Orogenese (Devon, ca. 400 Millionen Jahre vor heute) zugerechnet. Die geologische Geschichte der Appalachen reicht daher bis weit ins Altpaläozoikum zurück und umfasst die Schließung mindestens zweier Ozeanbecken.
Im Gegensatz zu den Bergen der jungen Kettengebirge wie dem Himalaya, den Rocky Mountains und den Alpen, ist das heutige Relief der Appalachen nicht infolge plattentektonischer Konvergenz entstanden, sondern durch einfache Heraushebung  eines Teils des alten Gebirgsblockes aus dem Untergrund im mittleren Miozän, vor etwa 15 Millionen Jahren. Dabei kam es teilweise zu Reliefumkehr, indem das alte Vorlandbecken mitherausgehoben wurde und heute in Form des Appalachen-Plateaus teils höhere Berge bildet als der alte gefaltete Gebirgsrumpf (beispielsweise mit dem ca. 1450 Meter hohen Mount Porte Crayon in West Virginia). Seit Beginn der Atlantiköffnung sind schon mindestens zwei „Ur-Appalachengebirge“ herausgehoben und wieder abgetragen worden, einmal im mittleren Jura und einmal in der frühen Kreide.

## Gliederung von Westen nach Osten
- Appalachen-Plateau, bestehend aus horizontal lagernden Schichten des Karbon mit bedeutenden Kohleflözen
- Valley and Ridge-Zone, mit Längstälern, Durchbruchstälern (Valleys) und Gebirgsketten (Ridges) und Great Valley (großes, von mehreren Flussläufen durchzogenes Längstal von Alabama bis zum Hudson, verkehrstechnisch von großer Bedeutung)
- Blue Ridge Mountains, kristalline Hauptzone mit Black Mountains (mit Mount Mitchell, in North Carolina) und Great Smoky Mountains (mit dem gleichnamigen Nationalpark zwischen Tennessee und North Carolina und Ausläufern bis nach Virginia und Kentucky, erreichen Höhen von über 2000 m)
- Piedmont (200–500 m ü. M.), Fußzone der Appalachen, reich an Bodenschätzen (Kohle, Eisenerz), auf deren Basis sich dort die Schwerindustrie in Pittsburgh und Birmingham ansiedelte

Im Westen der Appalachen liegen das Allegheny-Plateau und das Cumberland-Plateau.

## Höchste Berge
Nachfolgend sind die jeweils höchsten Berge der Appalachen in den amerikanischen Bundesstaaten und kanadischen Provinzen sowie Territorien mit Anteil an diesem Gebirge aufgelistet, absteigend sortiert nach Höhe:
- Mount Mitchell, 2037 m (North Carolina)
- Kuwohi, 2025 m (North Carolina, Tennessee)
- Mount Washington, 1917 m (New Hampshire)
- Mount Rogers, 1746 m (Virginia)
- Mount Marcy, 1629 m (New York)
- Mount Katahdin, 1606 m (Maine)
- Spruce Knob, 1482 m (West Virginia)
- Brasstown Bald, 1458 m (Georgia)
- Mount Mansfield, 1339 m (Vermont)
- Mont Jacques-Cartier, 1268 m (Québec, Kanada)
- Black Mountain, 1263 m (Kentucky)
- Sassafras Mountain, 1085 m (South Carolina)
- Mount Greylock, 1064 m (Massachusetts)
- Hoye-Crest, 1020 m (Maryland)
- Mount Davis, 979 m (Pennsylvania)
- Mount Carleton, 817 m (New Brunswick)
- The Cabox, 814 m (Neufundland)
- Mount Frissell, 748 m (Massachusetts; mit seinem Südhang zugleich höchste Erhebung von Connecticut, 725 m)
- Cheaha Peak, 726 m (Alabama)
- High Point, 550 m (New Jersey)

## Historische Bedeutung
Historisch gesehen waren die Appalachen für die ersten Einwanderer die erste Hürde auf dem Weg nach Westen. 1763, am Ende des Siebenjährigen Krieges, setzte Großbritannien den Hauptkamm der Appalachen als Grenze der weißen Besiedlung als Geste für die mit ihm verbündeten Indianervölker fest. Die Königliche Proklamation von 1763 besagte, dass die Beziehungen zwischen britischen Siedlern und Indianern fortan durch Trennung (segregation) und nicht durch Interaktion (interaction) bestimmt sein solle. Dies wurde jedoch schon in den 1770er-Jahren durch die Besiedelung Kentuckys unter der Leitung von Daniel Boone durchbrochen. Bei ihrer vermessungstechnischen Erschließung wirkte der spätere General und erste Präsident der USA, George Washington, als Geometer mit.

## Wirtschaftliche Bedeutung

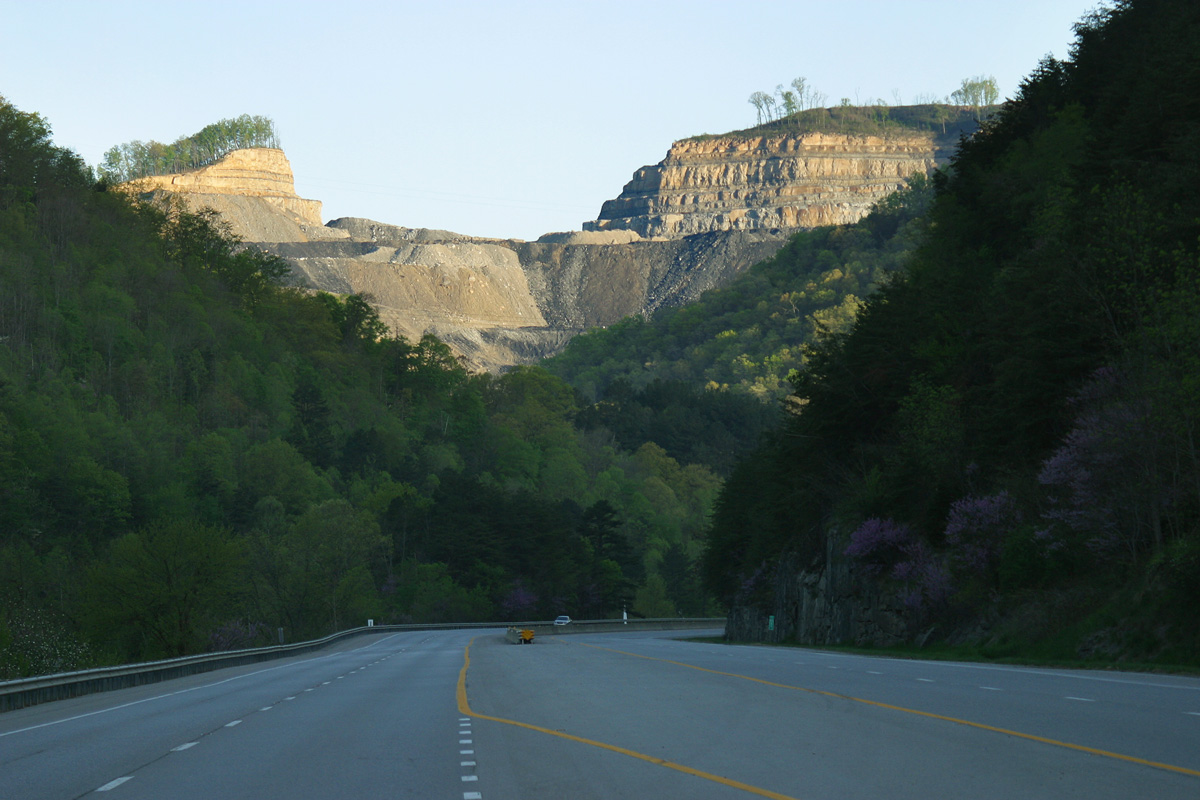
Mountaintop Removal Mining

In den Appalachen finden sich große Steinkohlevorkommen. Diese werden per Mountaintop Removal Mining abgebaut. Dabei werden zunächst die Bergkuppen, unter denen die Steinkohle ansteht, gesprengt und abgetragen, anschließend die Steinkohle im Tagebau gewonnen. Insgesamt wurden so in den Appalachen auf einer Fläche von 5700 Quadratkilometern ca. 500 Bergkuppen abgetragen, die Landschaft dabei gravierend verändert und durch Bergbaurückstände langfristig belastet.

## Erschließung
Die erste Verbindung durch die Appalachen war die Wilderness Road durch den Cumberland Gap. Die erste moderne Straße war die 1839 fertiggestellte National Road von Cumberland (Maryland) nach Vandalia (Illinois).
Die erste Bahnstrecke durch die Appalachen wurde von der Baltimore and Ohio Railroad gebaut. 1853 verband sie Baltimore mit dem Ohio in Wheeling (West Virginia). 1854 wurde die Bahnstrecke Pittsburgh–Harrisburg(–Philadelphia) der Pennsylvania Railroad geschlossen.
Bis 1857 durchstachen die Norfolk and Western Railway im Tal des New River und die Southern Railway bei Asheville (North Carolina) die Appalachen. 1873 verband die Chesapeake and Ohio Railway Richmond über Staunton mit Huntington (West Virginia).

## Tourismus
Die Appalachen bieten gute Wander- und Tourenmöglichkeiten, darunter:
- der Appalachian Trail, mit 3440 km einer der längsten Wanderwege der Welt, der die gesamten Appalachen durchzieht.
- der Blue Ridge Parkway, eine malerische Landstraße, die an den Great Smoky Mountains im Süden beginnt und mit ihrer nördlichen Fortsetzung, dem Skyline Drive durch den Shenandoah National Park, die Höhe von Washington D.C. erreicht;
- der Great-Smoky-Mountains-Nationalpark im Süden;
- die Natural Bridge in Virginia, eine 66 m hohe und 27 m breite Naturbrücke, die in einigen Aufstellungen zu den Sieben Weltwundern der Natur gezählt wurde.

## Mountain People
Die in den Appalachen lebenden Amerikaner haben eine eigene Identität entwickelt und werden in den USA als Mountain People (oder Mountainmen) bezeichnet. Kennzeichnend für die Mountain People ist ein eigener Dialekt, eigene Musik, ein eigenes Selbstbewusstsein und niedriges Einkommen.

## Trivia
- Die Appalachen waren Schauplatz der Langzeit-Fahndung des FBI nach dem christlich-fundamentalistischen Terroristen Eric Rudolph. Dieser konnte sich fünf Jahre in den Wäldern versteckt halten – möglicherweise weil die einheimische Bevölkerung zumindest insoweit mit ihm sympathisierte, als sie den Behörden keine Hinweise auf mögliche Aufenthaltsorte gab.[8]
- Die Appalachen waren Kulisse und sind Schauplatz der Horror-Filmreihe Wrong Turn. In den Filmen werden arglose Durchreisende und Touristen von degenerierten, kannibalistischen Hinterwäldlern verfolgt und getötet. Weitere (teilweise) in den Appalachen gedrehte Filme sind: 28 Tage, Blair Witch Project, Blair Witch 2, The Descent und The Descent 2 – Die Jagd geht weiter, sowie Die Tribute von Panem – The Hunger Games.[9] Die Filmfiguren, die Brad Pitt in Inglourious Basterds und Patrick Swayze in Ruf nach Vergeltung darstellen, stammen aus den Appalachen.
- Die Appalachen bzw. Appalachia sind der Schauplatz des Online-Rollenspiels Fallout 76.
- Figuren aus Sagen und Legenden der Appalachen sind beispielsweise Bigfoot, der Mothman und der Ohio-Grassman.
- Der Film Beim Sterben ist jeder der Erste spielt ebenfalls in den Appalachen und spielt mit den Klischees, die der einheimischen Bevölkerung anhaften. Selbiges gilt für die Fernsehserie Justified.